# Traditionelle Grafschaften Englands
Die traditionellen Grafschaften Englands oder historischen Grafschaften Englands sind die 39 Grafschaften (counties), in die England bis 1889 gegliedert war. Im Englischen werden diese Grafschaften als ancient counties, historic counties oder seltener auch traditional counties bezeichnet. Verwaltungstechnisch sind die traditionellen Grafschaften Englands heute ohne Bedeutung.
Die traditionellen Grafschaften bestanden über Jahrhunderte hinweg als Verwaltungs- und Rechtsprechungsbezirke. Seit dem 19. Jahrhundert ist die englische Verwaltungsgliederung häufig reformiert worden. Aus diesem Grund sind die traditionellen Grafschaften von den heutigen zeremoniellen Grafschaften (ceremonial counties) und den heutigen Grafschaften mit Verwaltungsfunktionen (non-metropolitan counties) zu unterscheiden. Gleichwohl identifizieren sich auch heute noch viele Engländer mit den traditional counties, weil diese im Laufe der Zeit zu geographischen Bezeichnungen wurden. Die Entstehung der ersten Grafschaften geht zurück bis in das 10. Jahrhundert und reicht bis in das 16. Jahrhundert hinein.

## Übersicht
Die folgende Karte stellt die 39 traditionellen Grafschaften Englands dar.
| Karte der Traditionellen Grafschaften Englands | 1. Bedfordshire 2. Berkshire 3. Buckinghamshire 4. Cambridgeshire 5. Cheshire 6. Cornwall 7. Cumberland 8. Derbyshire 9. Devon 10. Dorset 11. County Durham 12. Essex 13. Gloucestershire 14. Hampshire 15. Herefordshire 16. Hertfordshire 17. Huntingdonshire 18. Kent 19. Lancashire 20. Leicestershire | 1. Lincolnshire 2. Middlesex 3. Norfolk 4. Northamptonshire 5. Northumberland 6. Nottinghamshire 7. Oxfordshire 8. Rutland 9. Shropshire 10. Somerset 11. Staffordshire 12. Suffolk 13. Surrey 14. Sussex 15. Warwickshire 16. Westmorland 17. Wiltshire 18. Worcestershire 19. Yorkshire |

Die Grafschaft Monmouthshire wurde lange als Teil Englands angesehen, wird heute aber zu Wales gezählt. Die City of London gehört heute zwar keiner Grafschaft mehr an, liegt jedoch historisch in Middlesex.

## Benennung
In rechtlichen Regelungen wurden die Grafschaften häufig als County of, gefolgt vom Namen des Hauptortes bezeichnet (z. B. Yorkshire als County of York). Später wurden diejenigen Grafschaften, die nach ihrem Hauptort (county town) benannt sind oder deren Namen sonst einsilbig wäre, durch die Endung shire gekennzeichnet. Von dieser Regel gibt es zwei Ausnahmen:
- County Durham. Diese Anomalie wird mit der Sonderstellung Durhams als Bischofspfalz (county palatinate) erklärt.
- Kent war ursprünglich ein jütisches Königreich. Die zu erwartende Bezeichnung Kentshire wurde zu keiner Zeit gebraucht.

In der Vergangenheit waren auch die Bezeichnungen Devonshire, Dorsetshire, Rutlandshire und Somersetshire gebräuchlich. Sie sind heute veraltet, wenngleich es noch heute den Titel Duke of Devonshire gibt.
Im englischen Sprachgebrauch werden für viele Grafschaften Abkürzungen benutzt. In den meisten Fällen handelt es sich um eine Verkürzung mit einem angehängten „s“, so etwa bei Berks für Berkshire oder Bucks für Buckinghamshire. Manche Abkürzungen sind nicht ganz so offensichtlich, wie etwa Salop für Shropshire, Oxon für Oxfordshire oder Hants und Northants für Hampshire bzw. Northamptonshire.

## Geschichte

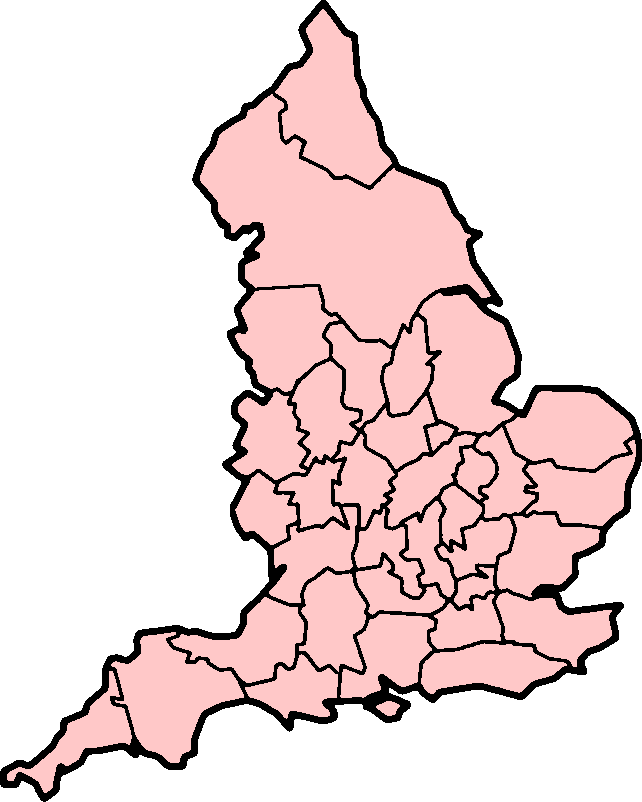
Die traditionellen Grafschaften, wie sie im Domesday Book von 1086 verzeichnet sind

Die traditionellen Grafschaften entstanden im Verlauf mehrerer Jahrhunderte; sie haben unterschiedliche Ursprünge und sind auch unterschiedlich alt.
In Südengland gab es bereits im Königreich Wessex entsprechende Unterteilungen; gleiches gilt für später dazu gekommene Gebiete – z. B. in Kent, das aus dem Königreich Kent entstanden ist. Von den an der Küste zum Ärmelkanal gelegenen Grafschaften führt nur eine den Zusatz -shire. Hampshire ist nach dem Ort Hampton benannt, der heute Southampton heißt.
Nachdem Wessex das Königreich Mercia im 9. und 10. Jahrhundert erobert hatte, wurde dessen Gebiet gleichfalls in mehrere shires unterteilt, die nach ihrem Hauptort zusammen mit dem Zusatz -shire benannt wurden. Hierzu gehören z. B. Northamptonshire und Warwickshire. In einigen Fällen wurde der Name später verkürzt (z. B. Cheshire hieß zunächst Chestershire).
Weite Teile des Königreichs Northumbria waren ebenfalls in shires unterteilt, am bekanntesten sind die Grafschaften Hallamshire und Cravenshire. Weil diese Unterteilung von den Normannen jedoch nicht genutzt wurde, werden sie grundsätzlich nicht als traditionelle Grafschaften betrachtet. Nach dem Einmarsch der Normannen 1066 unter Wilhelm dem Eroberer verließ die Bevölkerung weite Teile des Nordens; das Domesday Book von 1086 verzeichnet für den Norden Englands nur die Grafschaften Cheshire und Yorkshire. Das im Nordosten gelegene Gebiet ist nicht verzeichnet; hier entstanden später die Grafschaften County Durham und Northumberland.
Cumberland, Westmorland, Lancashire, County Durham und Northumberland entstanden im 12. Jahrhundert, für Lancashire steht das Jahr 1182 fest. Als Teil des Herrschaftsgebiets des Bischofs von Durham wurde Hexhamshire bis 1572 als selbständige Grafschaft angesehen.
Die Grenze Englands zu Wales wurde erst durch den Act of Union 1536 festgelegt. Im Domesday Book gehören zu den Grafschaften an der Grenze Gebiete, die später zu Wales gehörten; Monmouth gehörte z. B. zu Herefordshire.
Aufgrund ihrer unterschiedlichen Ursprünge sind die traditionellen Grafschaften auch unterschiedlich groß. Die flächenmäßig größte Grafschaft Yorkshire entstand aus dem Königreich von York. Zu Zeiten des Domesday Book gehörten zu Yorkshire auch das nördliche Lancashire, Cumberland und Westmorland. Lincolnshire ging aus dem Königreich Lindsey hervor. Rutland war ursprünglich ein „soke“ (Gerichtsbezirk) und gehörte zu Nottinghamshire, wurde aber später eine eigene, und zwar die kleinste Grafschaft Englands.

## Traditionelle Untereinheiten
Einige der traditionellen Grafschaften hatten bedeutende Untereinheiten. Die wichtigsten waren die drei Ridings von Yorkshire (East Riding, West Riding und North Riding). Die Ridings entstanden als geographische Bezeichnungen aufgrund der Größe Yorkshires.
Die zweitgrößte Grafschaft Lincolnshire war in drei Parts geteilt (Lindsey, Holland und Kesteven). Ähnlich war Sussex in East Sussex und West Sussex unterteilt.
In mehreren Grafschaften gab es selbständige Gebiete oder Sokes, die eigenständig verwaltet wurden. So gehörte zu Cambridgeshire die Isle of Ely und zu Northamptonshire der Soke of Peterborough.
Außerdem gab es in nahezu allen Grafschaften Untereinheiten auf kommunaler Ebene. Die meisten Grafschaften waren in sog. hundreds aufgeteilt, Nottinghamshire, Yorkshire und Lincolnshire in wapentakes und Durham, Cumberland und Westmoreland in wards. In Kent und Sussex gab es zwischen den Hauptunterteilungen und den hundreds noch eine weitere Stufe, die in Kent lathes und in Sussex rapes hießen.
Die Hundreds bzw. ihre entsprechenden Untereinheiten in anderen Grafschaften waren ihrerseits in tithings und parishes aufgeteilt, wobei letztere bis heute eine Verwaltungseinheit darstellen. Diese ihrerseits waren wieder in townships und manors unterteilt.

## Enklaven und geteilte Städte
Zu mehreren der traditionellen Grafschaften gehörten Flächen, die auf dem Gebiet einer anderen Grafschaft lagen (Enklave). 1844 erließ das Parlament ein Gesetz, nach dem die Enklaven fortan als zu denjenigen Grafschaften gehörig zu rechnen seien, in denen sie liegen. In England besteht bis heute Streit darüber, ob diese Regelung zwingend war.
Auch wenn das Gesetz von 1844 berücksichtigt wird, hatten die traditionellen Grafschaften weiterhin eine ganze Reihe von kleineren Exklaven. Die Regelung von 1844 betraf vor allem die zu County Durham gehörigen Exklaven Islandshire, Bedlingtonshire und Norhamshire, die Northumberland zugeordnet wurden.
Nicht von diesem Gesetz betroffen war das Gebiet um Donisthorpe, das zu Derbyshire gehörte, aber in Leicestershire lag. Das Gleiche gilt für die meisten der größeren Exklaven von Worcestershire, z. B. die Stadt Dudley, die in Staffordshire lag. Auch das Furness genannte Gebiet von Lancashire blieb von dieser Grafschaft durch einen schmalen Streifen, der zu Westmorland gehörte, getrennt.
Einige Städte waren historisch zwischen zwei Grafschaften aufgeteilt, z. B. Newmarket, Royston, Stamford, Tamworth und Todmorden. In einigen dieser Fälle verlief die Grenze über die Mitte der Hauptstraße. In Todmorden soll die Grenze zwischen Lancashire und Yorkshire durch die Mitte des Rathauses verlaufen sein.

## Heutiger Gebrauch
Bis heute sind in England die Bezeichnungen der traditionellen Grafschaften, die formell niemals aufgelöst wurden, in Gebrauch.
Verwaltungstechnisch gesehen wurden die traditionellen Grafschaften ab 1888 von den Administrative Counties abgelöst. Diese unterschieden sich hinsichtlich der Grenzen und ihrer Anzahl erheblich von den traditionellen Grafschaften. Gleichzeitig wurden die größeren Städte aus den Grafschaften herausgelöst und bildeten eigenständige County Boroughs.
1974 wurden die Gliederung in Administrative counties und County Boroughs von einer Gliederung in Metropolitan Counties und Non-Metropolitan Counties abgelöst, die bis 1996 Bestand hatte. 1996 und in den darauffolgenden Jahren wurden viele Non-Metropolitan Counties durch Unitary Authorities ersetzt.
Zu Zwecken der Lord-Lieutenancy bestehen in England ebenfalls seit 1888 die Zeremoniellen Grafschaften. Sie basieren im Wesentlichen auf den Grenzen der traditionellen Grafschaften, weichen in manchen Fällen aber auch von diesen ab und wurden im 20. Jahrhundert mehrfach geändert.